# Menašija

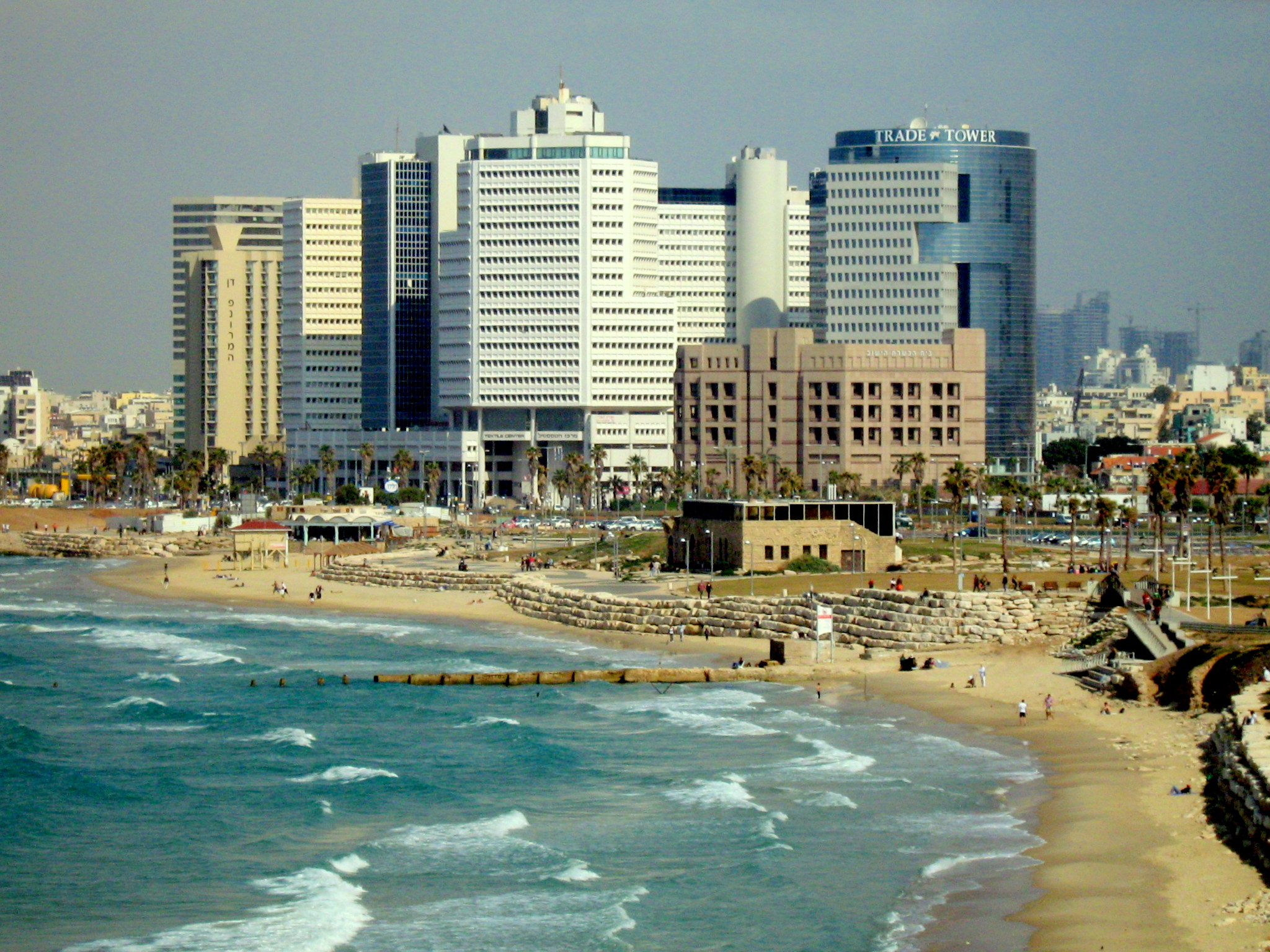
Nynější zástavba ve čtvrti Menašija, pohled ze staré Jaffy

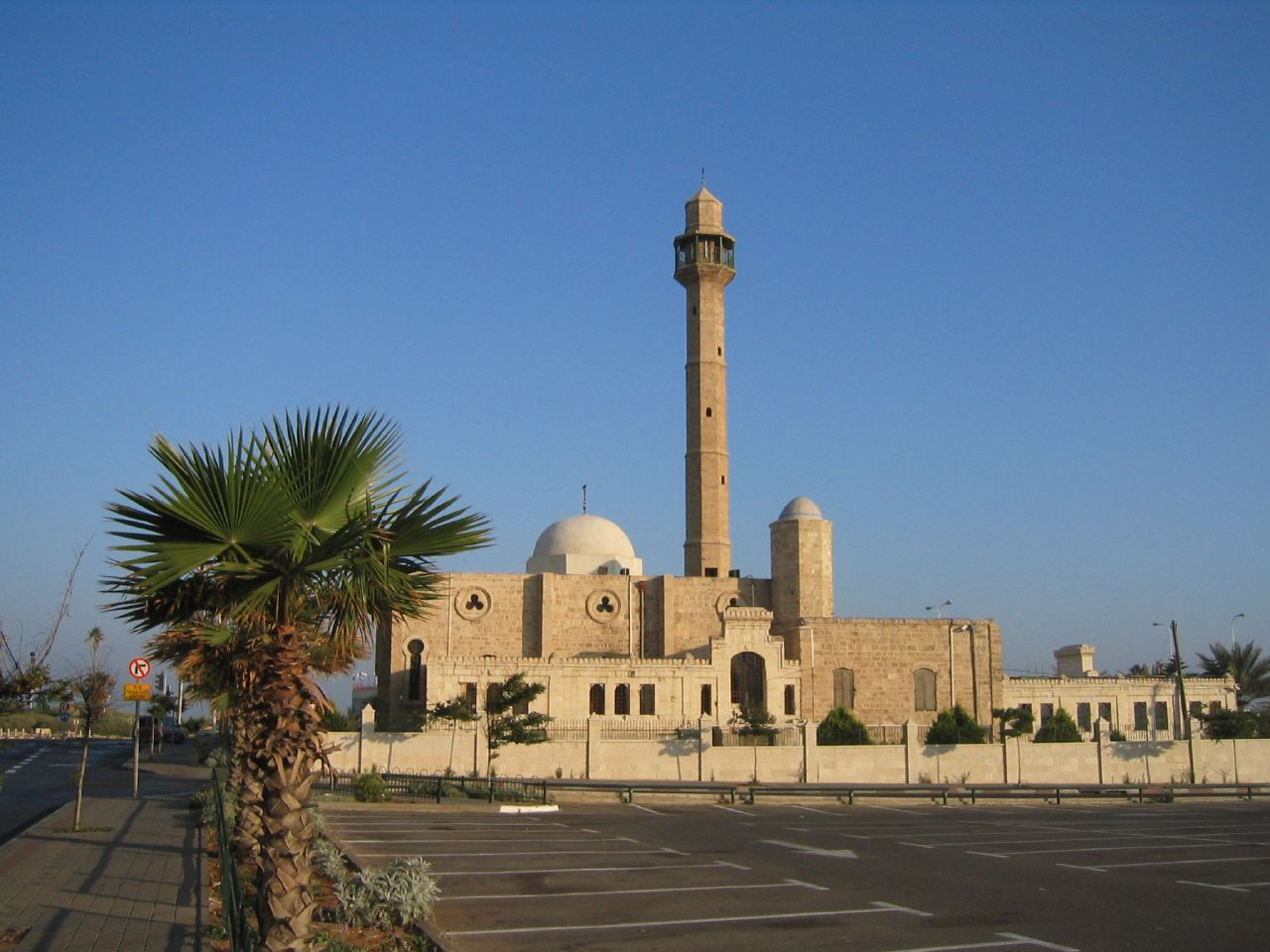
Zástavba ve čtvrti Menašija, mešita Hasan Bek

Menašija (hebrejsky: מנשייה, arabsky: المنشية, Manšija) je čtvrť v jihozápadní části Tel Avivu v Izraeli. Je součástí správního obvodu Rova 5, ale historicky patřila k oblasti Jaffy.

## Geografie
Leží na jihozápadním okraji Tel Avivu, na pobřeží Středozemního moře, cca 1 kilometr severovýchodě od historického jádra Jaffy, v nadmořské výšce okolo 10 metrů. Východně od ní leží čtvrť Neve Cedek a Šabazi, na severu je to Kerem ha-Tejmanim.

## Popis čtvrti
Zaujímá úzký pruh podél mořského pobřeží. Původně šlo o arabskou zástavbu, ale v roce 1948 během izraelské války za nezávislost zde arabské osídlení skončilo. Pak se tu usadili židovští přistěhovalci. Šlo o chudinskou čtvrť, která byla proto později takřka zcela zbořena a její místo zaujal pás vysokopodlažních hotelových a komerčních komplexů. Pozůstatkem původní zástavby je tak prakticky jen mešita Hasan Bek. U moře je zřízena promenáda s parkovými plochami. Stojí zde Muzeum nezávislosti Ecelu, připomínající aktivity vojenské organizace Irgun (Ecel) v letech 1947-1948. Na jižním okraji čtvrti stojí budova bývalé železniční stanice Jafo, nyní využitá pro rekreační účely.